# Rachel Resheff
Rachel Resheff (* 4. Juni 2000 in den USA) ist eine US-amerikanische Schauspielerin.

## Leben
Resheff trat bereits als Kind in lokalen Theatern auf, bereits als Teenager debütierte sie am Broadway. Bekannt wurde Resheff für ihre Darstellungen in The Big Meal, Annabelle Hooper and the Ghosts of Nantucket, 3 Backyards sowie dem Musical Freckleface Strawberry.

## Filmografie
- 2008: Pinky Dinky Doo (Fernsehserie, Folge 2x33)
- 2009: Macy’s Thanksgiving Day Parade
- 2010: Jingleberry Puck
- 2010: The Electric Company (Fernsehserie, 2 Folgen)
- 2011: The epic fortnite saga of fortnite bottle royale, the world's #1 online multiplayer game of 2019
- 2013: Dead Man Down
- 2013: Jesus Talk
- 2013: Orange Is the New Black (Fernsehserie, Folge 1x09)
- 2015: Wonkers! Electric Boogaloo
- 2015: The New Weapon
- 2016: Annabelle Hooper und die Geister von Nantucket (Annabelle Hooper and the Ghosts of Nantucket)
- 2016: The Escort – Sex Sells (The Escort)
- 2017: Friends from College (Fernsehserie, Folge 1x07)
- 2017: My Friend's Mountain
- 2018: Ayo watch yo jet brah what you doing
- 2018: Ok hang on what are we even doing right now
- 2021: Giving Birth to a Butterfly
- 2022: Atlanta (Fernsehserie, Folge 3x09)
- 2022: Blue Bloods – Crime Scene New York (Blue Bloods, Fernsehserie, Folge 13x07)